# Font de la Riba (la Torre de Tamúrcia)
La Font de la Riba és una font del terme municipal de Tremp, del Pallars Jussà, a l'antic terme d'Espluga de Serra, en territori de l'antic poble de la Torre de Tamúrcia.
Està situada a 1.028 m d'altitud, a l'oest de la Torre de Tamúrcia, prop i a ponent del mas de lo Casolà. En filada a la riba esquerra del barranc de Miralles, hi neix la llau de la Font de la Riba.